# Ralf Harolde
Ralf Harolde (* 17. Mai 1899 in Pittsburgh, Pennsylvania als Ralph Harold Wigger; † 11. November 1974 in Santa Monica, Kalifornien) war ein US-amerikanischer Schauspieler.

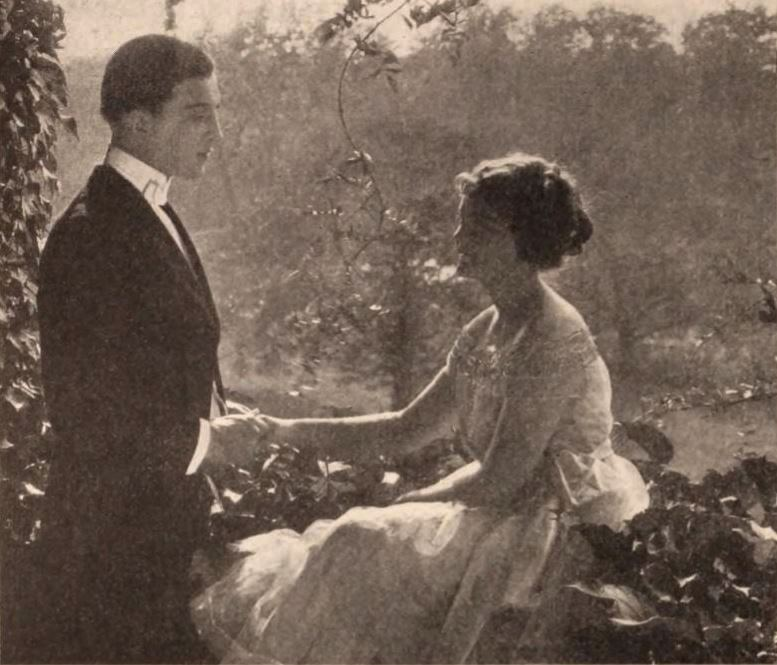
Ralf Harolde mit Schauspielerin Margaret Beecher im Stummfilm Sunshine Harbor (1922)

## Leben und Karriere
Harolde wurde als Sohn der Deutschamerikaner William und Margaret Wigger geboren. Nach seinem Highschool-Abschluss arbeitete er zunächst für kurze Zeit als Bankangestellter und Sekretär, ehe der theaterbegeisterte junge Mann im Jahr 1917 seine erste professionelle Bühnenrolle für 15 Dollar die Woche erhielt. Im Rahmen des Ersten Weltkrieges wurde er in die Armee eingezogen, allerdings aufgrund des Kriegsendes nicht mehr nach Europa in den Kampf gesendet. In den 1920er-Jahren arbeitete er hauptsächlich als Theaterschauspieler, kam aber zugleich zu ersten Filmrollen. Sein Filmdebüt machte er 1920 in Headin’ Home, einem Stummfilm mit und über die Baseball-Ikone Babe Ruth. Erst mit Anbeginn des Tonfilms Ende der 1920er-Jahre verlegte sich Harolde dauerhaft auf das Filmgeschäft.
Insbesondere während der Pre-Code-Ära im Hollywood der 1930er-Jahre verkörperte Harolde oft zwielichtige und verkommene Charaktere, die aber zugleich auch ein gewisses Charisma ausstrahlen konnten. Zu seinen ersten Tonfilmrollen zählt die eines gentlemanhaften Schurken in Dixiana (1930) an der Seite von Bebe Daniels. Eine seiner prägnantesten Rollen war die des Lebemannes Piet Van Saal in William A. Wellmans Filmdrama Safe in Hell von 1931, der die von Dorothy Mackaill gespielte Hauptfigur gleich mehrfach in ihr Unglück stürzt. Ebenfalls 1931 verkörperte er in Leichtes Geld den Trickbetrüger Sleepy Sam an der Seite von James Cagney, zwei Jahre später war er in Ich bin kein Engel (1933) als Taschendieb und früherer Lebensgefährte von Mae Wests Hauptcharakter zu sehen.
Die Qualität und Größe von Haroldes Kinoauftritten ließ nach den 1930er-Jahren nach, zu seinen späteren Filmrollen gehört unter anderem ein krimineller Arzt im Film noir Murder, My Sweet (1944). Möglicherweise waren dafür ein Autounfall 1937 und Gerüchte um eine versuchte Kindesentführung 1938 mitverantwortlich. In den 1960er-Jahren klang seine Karriere mit Fernseh-Gastrollen und einem kleinen Auftritt im Film Eine neue Art von Liebe aus. Sein filmisches Schaffen umfasst annähernd 100 Filme sowie einige Fernsehproduktionen. Harolde, der mehrfach verheiratet war, starb im November 1974 im Alter von 75 Jahren.

## Filmografie (Auswahl)
- 1920: Headin’ Home
- 1922: Sunshine Harbor
- 1927: Babe Comes Home
- 1930: Dixiana
- 1931: Leichtes Geld (Smart Money)
- 1931: Night Nurse
- 1931: Alexander Hamilton
- 1931: Are These Our Children?
- 1931: The Secret Witness
- 1931: Safe in Hell
- 1932: Hollywood Speaks
- 1933: Der Mann mit der Kamera (Picture Snatcher)
- 1933: Voltaire
- 1933: Deluge
- 1933: Ich bin kein Engel (I’m No Angel)
- 1933: Nachtflug (Night Flight)
- 1934: Ein feiner Herr (Jimmy the Gent)
- 1934: Shirley’s großes Spiel (Baby, Take a Bow)
- 1934: She Loves Me Not
- 1934: Million Dollar Baby
- 1935: Stolen Harmony
- 1935: Silk Hat Kid
- 1935: Flucht aus Paris (A Tale of Two Cities)
- 1935: Wenn sie nur kochen könnte (If You Could Only Cook)
- 1936: Gefährliche Fracht (Human Cargo)
- 1936: Die Doppelgänger (Our Relations)
- 1936: 15 Maiden Lane
- 1937: Maria Walewska (Conquest)
- 1939: Undercover Agent
- 1941: Lucky Devils
- 1941: Ridin’ on a Rainbow
- 1941: Der Seewolf (The Sea Wolf)
- 1941: Horror Island
- 1942: Broadway
- 1942: Baby Face Morgan
- 1943: Harte Burschen – steile Zähne (A Lady Takes a Chance)
- 1944: Captain America
- 1944: Murder, My Sweet
- 1945: The Phantom Speaks
- 1947: Jewels of Brandenburg
- 1947: In der Klemme (Desperate)
- 1948: Hazard
- 1949: Alaska Patrol
- 1950: Killer Shark
- 1959: Mickey Spillane’s Mike Hammer (Fernsehserie, Folge 2x37)
- 1960: J.D., der Killer (The Rise and Fall of Legs Diamond)
- 1961: Der zweite Mann (The Deputy, Fernsehserie, Folge 2x20)
- 1962: Surfside 6 (Fernsehserie, Folge 2x25)
- 1963: Die Unbestechlichen (The Untouchables, Fernsehserie, Folge 4x20 Läuse im Pelz)
- 1963: Eine neue Art von Liebe (A New Kind of Love)